# Andres Gostin
Andres Gostin   (Azkoitia, 1966) és un periodista basc que ensenya a la facultat de Huhezi de la Universitat de Mondragón. Està especialitzat en crítica i anàlisi cinematogràfica i audiovisual.
Va estudiar Periodisme a la Universitat del País Basc. Va formar part del grup fundador del diari en èuscar Euskaldunon Egunkaria i va treballar-hi mentre va existir, en el disseny i altres àmbits. Quan va tancar, va posar-se a disposició del substitut temporal, l'Egunero.
Va fer el salt del periodisme a la docència arribat el segle xxi. Va presentar una tesi a la Universitat de Mondragón el 2015 i s'hi va doctorar. El treball en qüestió es titula XX. Erditik aurrerako indarkeria politikoaren errepresentazioa euskarazko fikziozko ikus-entzunezkoetan (lit. ‘XX. La representació de la violència política de l'Edat Mitjana en endavant en l'audiovisual basc de ficció’).